# Coupe du monde de combiné nordique
La Coupe du monde de combiné nordique est une compétition de combiné nordique qui consiste à additionner des points tout au long de la saison hivernale lors d'épreuves dans différents pays. C'est une épreuve qui se gagne donc sur la régularité des résultats contrairement aux Championnats du monde ou aux Jeux olympiques qui se courent sur une épreuve seulement.
Elle est organisée par la FIS et a lieu annuellement depuis la saison 1983-1984.
La même fédération organisa de 1991 à 2008 une Coupe du monde B, destinée à des coureurs moins expérimentés. Celle-ci a depuis été remplacée par la Coupe continentale de combiné nordique.

## Histoire

### Compétition masculine
La toute première épreuve de Coupe du monde est masculine : elle a eu lieu le 17 décembre 1983, à Seefeld, en Autriche. L'épreuve de saut avait lieu sur le tremplin K90 tandis que le fond se disputait sur un parcours de 15 kilomètres. Elle a donné lieu à un ex æquo entre l'Allemand de l'Est Uwe Dotzauer et l'Américain Kerry Lynch, tandis que l'Allemand de l'Est Gunter Schmieder terminait troisième. Un tel ex æquo ne s'est pas reproduit depuis en Coupe du monde.

### Compétition par équipes
La première épreuve par équipes de l'histoire de cette compétition a eu lieu le 16 mars 2000 à Santa Caterina (Italie), lors de la Coupe du monde 2000. Elle fut remportée par l'équipe d'Autriche.

### Compétition féminine
- La Coupe du monde a été exclusivement masculine depuis sa première course, le 17 décembre 1983, jusqu'en 2020. En effet, la toute première compétition féminine de l'histoire de la Coupe du monde s'est déroulée le 18 décembre 2020, à Ramsau am Dachstein (Autriche). Elle est remportée par l'Américaine Tara Geraghty-Moats.

### Compétition mixte
- Le tout premier relais mixte de l'histoire de la compétition a lieu le 7 janvier 2022, à Val di Fiemme (Italie) ; il est remporté par l'équipe de Norvège, composée de Jens Lurås Oftebro, Mari Leinan Lund, Gyda Westvold Hansen et Jørgen Graabak.

## Format
La compétition se dispute généralement entre 25 et 30 épreuves sur toute la saison à travers le monde (essentiellement en Europe), chaque épreuve rapporte des points aux compétiteurs selon leurs classements. Le leader de la coupe du monde porte un dossard jaune. Les compétiteurs prennent part aux différents types de course : le sprint (jusqu'en 2008), l'individuel Gundersen, la mass start et la Penalty Race depuis 2012.
Jusqu'en 2008, la distance de l'épreuve de ski de fond variait ; celle-ci est fixée à 10 kilomètres lors de la saison 2008-2009. Les points de chaque épreuve sont distribués de la façon suivante :
| Place  | 1er | 2e | 3e | 4e | 5e | 6e | 7e | 8e | 9e | 10e | 11e | 12e | 13e | 14e | 15e | 16e | 17e | 18e | 19e | 20e | 21e | 22e | 23e | 24e | 25e | 26e | 27e | 28e | 29e | 30e |
| ------ | --- | -- | -- | -- | -- | -- | -- | -- | -- | --- | --- | --- | --- | --- | --- | --- | --- | --- | --- | --- | --- | --- | --- | --- | --- | --- | --- | --- | --- | --- |
| Points | 100 | 80 | 60 | 50 | 45 | 40 | 36 | 32 | 29 | 26  | 24  | 22  | 20  | 18  | 16  | 15  | 14  | 13  | 12  | 11  | 10  | 9   | 8   | 7   | 6   | 5   | 4   | 3   | 2   | 1   |

## Informations

### Villes ayant accueilli une épreuve de la Coupe du monde
Les villes ayant accueilli au moins une fois une épreuve de la coupe du monde de combiné nordique sont :
| Autriche: - Bad Goisern - Breitenwang - Murau - Ramsau am Dachstein - Saalfelden - Seefeld in Tirol* Canada: - Canmore - Thunder Bay - Vancouver Chine: - Pékin Corée du Sud: - Pyeongchang Estonie - Otepää Finlande: - Kuopio - Kuusamo - Lahti* - Rovaniemi - Vuokatti | France: - Autrans - Chaux-Neuve - Courchevel Allemagne: - Klingenthal - Oberhof - Oberstdorf - Oberwiesenthal - Reit im Winkl - Ruhpolding - Schonach im Schwarzwald Japon: - Hakuba - Nayoro - Nozawa Onsen - Sapporo | Italie: - Pragelato - Santa Caterina di Valfurva - Tarvisio - Val di Fiemme Kazakhstan: - Almaty Norvège: - Lillehammer - Oslo (Holmenkollen) - Trondheim - Vikersund Pologne - Zakopane Tchéquie: - Harrachov - Liberec | Russie: - Nijni Taguil - Saint-Pétersbourg - Sotchi - Tchaïkovski Slovaquie: - Štrbské Pleso Slovénie: - Planica. États-Unis: - Lake Placid - Park City - Steamboat Springs Suède: - Falun - Örnsköldsvik Suisse: - Le Brassus - Saint-Moritz |

Erzurum devait accueillir deux épreuves lors de la saison 2012-2013 mais les épreuves ont été annulées.

## Palmarès masculin

### Classement général
: actif en 2022/2023
| Édition | Or                  | Argent              | Bronze              |
| ------- | ------------------- | ------------------- | ------------------- |
| 1984    | Tom Sandberg        | Uwe Dotzauer        | Geir Andersen       |
| 1985    | Geir Andersen       | Hermann Weinbuch    | Hubert Schwarz      |
| 1986    | Hermann Weinbuch    | Thomas Müller       | Geir Andersen       |
| 1987    | Torbjørn Løkken     | Hermann Weinbuch    | Hippolyt Kempf      |
| 1988    | Klaus Sulzenbacher  | Torbjørn Løkken     | Andreas Schaad      |
| 1989    | Trond-Arne Bredesen | Klaus Sulzenbacher  | Hippolyt Kempf      |
| 1990    | Klaus Sulzenbacher  | Allar Levandi       | Knut Tore Apeland   |
| 1991    | Fred Børre Lundberg | Klaus Sulzenbacher  | Trond Einar Elden   |
| 1992    | Fabrice Guy         | Klaus Sulzenbacher  | Fred-Børre Lundberg |
| 1993    | Kenji Ogiwara       | Fred Børre Lundberg | Takanori Kono       |
| 1994    | Kenji Ogiwara       | Takanori Kono       | Fred Børre Lundberg |
| 1995    | Kenji Ogiwara       | Bjarte Engen Vik    | Knut Tore Apeland   |
| 1996    | Knut Tore Apeland   | Kenji Ogiwara       | Jari Mantila        |
| 1997    | Samppa Lajunen      | Jari Mantila        | Bjarte Engen Vik    |
| 1998    | Bjarte Engen Vik    | Mario Stecher       | Felix Gottwald      |
| 1999    | Bjarte Engen Vik    | Hannu Manninen      | Ladislav Rygl       |
| 2000    | Samppa Lajunen      | Bjarte Engen Vik    | Ladislav Rygl       |
| 2001    | Felix Gottwald      | Ronny Ackermann     | Bjarte Engen Vik    |
| 2002    | Ronny Ackermann     | Felix Gottwald      | Samppa Lajunen      |
| 2003    | Ronny Ackermann     | Felix Gottwald      | Björn Kircheisen    |
| 2004    | Hannu Manninen      | Ronny Ackermann     | Samppa Lajunen      |
| 2005    | Hannu Manninen      | Ronny Ackermann     | Felix Gottwald      |
| 2006    | Hannu Manninen      | Magnus Moan         | Björn Kircheisen    |
| 2007    | Hannu Manninen      | Jason Lamy-Chappuis | Magnus Moan         |
| 2008    | Ronny Ackermann     | Petter Tande        | Bill Demong         |
| 2009    | Anssi Koivuranta    | Magnus Moan         | Bill Demong         |
| 2010    | Jason Lamy-Chappuis | Felix Gottwald      | Magnus Moan         |
| 2011    | Jason Lamy-Chappuis | Mikko Kokslien      | Felix Gottwald      |
| 2012    | Jason Lamy-Chappuis | Akito Watabe        | Mikko Kokslien      |
| 2013    | Eric Frenzel        | Jason Lamy-Chappuis | Akito Watabe        |
| 2014    | Eric Frenzel        | Johannes Rydzek     | Akito Watabe        |
| 2015    | Eric Frenzel        | Akito Watabe        | Johannes Rydzek     |
| 2016    | Eric Frenzel        | Akito Watabe        | Fabian Rießle       |
| 2017    | Eric Frenzel        | Johannes Rydzek     | Akito Watabe        |
| 2018    | Akito Watabe        | Jan Schmid          | Fabian Rießle       |
| 2019    | Jarl Magnus Riiber  | Akito Watabe        | Franz-Josef Rehrl   |
| 2020    | Jarl Magnus Riiber  | Jørgen Graabak      |                     |
| 2021    | Jarl Magnus Riiber  | Vinzenz Geiger      | Akito Watabe        |
| 2022    | Jarl Magnus Riiber  | Johannes Lamparter  | Vinzenz Geiger      |
| 2023    | Johannes Lamparter  | Jens Lurås Oftebro  | Julian Schmid       |
| 2024    | Jarl Magnus Riiber  | Stefan Rettenegger  | Johannes Lamparter  |
| 2025    | Vinzenz Geiger      | Jarl Magnus Riiber  | Johannes Lamparter  |

### Classement des nations
| Édition | Or                   | Argent               | Bronze             |
| ------- | -------------------- | -------------------- | ------------------ |
| 1984    | Norvège              | Allemagne de l'Est   | Union soviétique   |
| 1985    | Norvège              | Allemagne de l'Ouest | Allemagne de l'Est |
| 1986    | Allemagne de l'Ouest | Norvège              | Suisse             |
| 1987    | Norvège              | Allemagne de l'Ouest | Union soviétique   |
| 1988    | Norvège              | Autriche             | Suisse             |
| 1989    | Norvège              | Autriche             | France             |
| 1990    | Norvège              | Autriche             | Union soviétique   |
| 1991    | Norvège              | Autriche             | Suisse             |
| 1992    | Norvège              | Autriche             | France             |
| 1993    | Japon                | Norvège              | Suisse             |
| 1994    | Norvège              | Japon                | Suisse             |
| 1995    | Norvège              | Japon                | Autriche           |
| 1996    | Norvège              | Finlande             | Japon              |
| 1997    | Norvège              | Finlande             | Autriche           |
| 1998    | Norvège              | Autriche             | Finlande           |
| 1999    | Norvège              | Finlande             | Japon              |
| 2000    | Finlande             | Norvège              | Allemagne          |
| 2001    | Autriche             | Norvège              | Allemagne          |
| 2002    | Allemagne            | Finlande             | Autriche           |
| 2003    | Allemagne            | Autriche             | Finlande           |
| 2004    | Finlande             | Allemagne            | Autriche           |
| 2005    | Allemagne            | Finlande             | Autriche           |
| 2006    | Allemagne            | Finlande             | Autriche           |
| 2007    | Autriche             | Finlande             | Allemagne          |
| 2008    | Allemagne            | Autriche             | Norvège            |
| 2009    | Allemagne            | Norvège              | Autriche           |
| 2010    | Autriche             | Allemagne            | Norvège            |
| 2011    | Autriche             | Norvège              | Allemagne          |
| 2012    | Norvège              | Allemagne            | France             |
| 2013    | Allemagne            | Norvège              | Autriche           |
| 2014    | Allemagne            | Norvège              | Autriche           |
| 2015    | Allemagne            | Norvège              | Autriche           |
| 2016    | Allemagne            | Norvège              | Autriche           |
| 2017    | Allemagne            | Autriche             | Norvège            |
| 2018    | Norvège              | Allemagne            | Autriche           |
| 2019    | Norvège              | Allemagne            | Autriche           |
| 2020    | Norvège              | Allemagne            | Autriche           |
| 2021    | Allemagne            | Norvège              | Autriche           |
| 2022    | Norvège              | Allemagne            | Autriche           |
| 2023    | Allemagne            | Norvège              | Autriche           |
| 2024    | Autriche             | Norvège              | Allemagne          |
| 2025    | Allemagne            | Autriche             | Norvège            |

## Palmarès féminin

### Classement général
: actif en 2024/2025
| Édition | Or                   | Argent               | Bronze           |
| ------- | -------------------- | -------------------- | ---------------- |
| 2021    | Tara Geraghty-Moats  | Gyda Westvold Hansen | Anju Nakamura    |
| 2022    | Gyda Westvold Hansen | Ida Marie Hagen      | Ema Volavšek     |
| 2023    | Gyda Westvold Hansen | Nathalie Armbruster  | Ida Marie Hagen  |
| 2024    | Ida Marie Hagen      | Gyda Westvold Hansen | Mari Leinan Lund |
| 2025    | Nathalie Armbruster  | Ida Marie Hagen      | Haruka Kasai     |

### Classement des nations
| Édition | Or        | Argent     | Bronze    |
| ------- | --------- | ---------- | --------- |
| 2021    | Norvège   | États-Unis | Autriche  |
| 2022    | Norvège   | Japon      | Allemagne |
| 2023    | Norvège   | Allemagne  | Japon     |
| 2024    | Norvège   | Allemagne  | Japon     |
| 2025    | Allemagne | Norvège    | Japon     |

## Records hommes
carrière en cours lors de la saison 2024/25 

(Mise à jour le 22 mars 2025)

### Victoires en Coupe du monde
La liste contient tous les athlètes ayant remporté au moins une épreuve individuelle de coupe du monde.
|     | Nom                 | Victoires |
| --- | ------------------- | --------- |
| 01  | Jarl Magnus Riiber  | 78        |
| 02  | Hannu Manninen      | 48        |
| 03  | Eric Frenzel        | 43        |
| 04  | Ronny Ackermann     | 28        |
| 05  | Bjarte Engen Vik    | 26        |
|     | Jason Lamy-Chappuis | 26        |
| 07  | Magnus Moan         | 25        |
| 08  | Felix Gottwald      | 23        |
| 09  | Samppa Lajunen      | 20        |
| 010 | Kenji Ogiwara       | 19        |
|     | Akito Watabe        | 19        |
| 12  | Johannes Rydzek     | 18        |
| 13  | Vinzenz Geiger      | 17        |
|     | Johannes Lamparter  | 17        |
| 15  | Björn Kircheisen    | 16        |
| 16  | Klaus Sulzenbacher  | 14        |
| 17  | Mario Stecher       | 12        |
| 18  | Bill Demong         | 90        |
|     | Fabian Riessle      | 90        |
|     | Fred Børre Lundberg | 90        |
| 21  | Knut Tore Apeland   | 70        |
|     | Anssi Koivuranta    | 70        |
|     | Mikko Kokslien      | 70        |
|     | Bernhard Gruber     | 70        |
|     | Hermann Weinbuch    | 70        |
|     | Geir Andersen       | 70        |
|     | Jørgen Graabak      | 70        |
|     | Jens Lurås Oftebro  | 70        |

|    | Nom                 | Victoires |
| -- | ------------------- | --------- |
| 29 | Christoph Bieler    | 60        |
|    | Fabrice Guy         | 60        |
|    | Todd Lodwick        | 60        |
|    | Petter Tande        | 60        |
| 33 | Trond Einar Elden   | 50        |
|    | Hippolyt Kempf      | 50        |
|    | Torbjørn Løkken     | 50        |
|    | Jan Schmid          | 50        |
| 37 | Trond-Arne Bredesen | 40        |
|    | Kristian Hammer     | 40        |
|    | Thomas Müller       | 40        |
| 40 | Tino Edelmann       | 30        |
|    | Magnus Krog         | 30        |
|    | Alessandro Pittin   | 30        |
|    | Ladislav Rygl       | 30        |
|    | Julian Schmid       | 30        |
| 45 | Espen Andersen      | 20        |
|    | Mario Seidl         | 20        |
|    | Franz-Josef Rehrl   | 20        |
|    | Sebastian Haseney   | 20        |
|    | Tom Sandberg        | 20        |
|    | Jari Mantila        | 20        |
|    | Daito Takahashi     | 20        |

|    | Nom               | Victoires |
| -- | ----------------- | --------- |
| 52 | Hallstein Bøgseth | 10        |
|    | Kenneth Braaten   | 10        |
|    | Wilhelm Denifl    | 10        |
|    | Andreï Doundoukov | 10        |
|    | Espen Andersen    | 10        |
|    | Uwe Dotzauer      | 10        |
|    | Bård Jørgen Elden | 10        |
|    | Bryan Fletcher    | 10        |
|    | Fredy Glanzmann   | 10        |
|    | Sylvain Guillaume | 10        |
|    | Tim Hug           | 10        |
|    | Heiko Hunger      | 10        |
|    | Håvard Klemetsen  | 10        |
|    | Takanori Kōno     | 10        |
|    | David Kreiner     | 10        |
|    | Lukas Klapfer     | 10        |
|    | Milan Kučera      | 10        |
|    | Andreas Langer    | 10        |
|    | Kerry Lynch       | 10        |
|    | Rauno Miettinen   | 10        |
|    | Tom Sandberg      | 10        |
|    | Vassili Savin     | 10        |
|    | Hubert Schwarz    | 10        |
|    | Halldor Skard     | 10        |
|    | Johnny Spillane   | 10        |
|    | Terence Weber     | 10        |
|    | Ilkka Herola      | 10        |

| Rang | Nom                 | Podiums |
| ---- | ------------------- | ------- |
| 1    | Jarl Magnus Riiber  | 111     |
| 2    | Hannu Manninen      | 90      |
| 3    | Eric Frenzel        | 83      |
| 4    | Ronny Ackermann     | 77      |
| 5    | Akito Watabe        | 74      |
| 6    | Felix Gottwald      | 68      |
| 7    | Bjarte Engen Vik    | 61      |
| 8    | Jason Lamy-Chappuis | 59      |
| 9    | Samppa Lajunen      | 55      |
| 10   | Magnus Moan         | 54      |
| 11   | Fabian Riessle      | 53      |

| Rang | Nom              | Départs |
| ---- | ---------------- | ------- |
| 1    | Wilhelm Denifl   | 295     |
| 2    | Akito Watabe     | 289     |
| 3    | Johannes Rydzek  | 283     |
| 4    | Björn Kircheisen | 281     |
| 5    | Eric Frenzel     | 270     |
| 6    | Jan Schmid       | 269     |
| 7    | Mario Stecher    | 267     |
| 8    | Lukas Klapfer    | 247     |
| 8    | Christoph Bieler | 247     |
| 10   | Magnus Moan      | 244     |

## Records femmes

### Victoires en Coupe du monde
La liste contient tous les athlètes ayant remporté au moins une épreuve individuelle de coupe du monde. 

(Mise à jour le 16 mars 2025)
 carrière en cours lors de la saison 2024/25
|    | Nom                  | Victoires |
| -- | -------------------- | --------- |
| 01 | Gyda Westvold Hansen | 23        |
| 02 | Ida Marie Hagen      | 17        |
| 03 | Nathalie Armbruster  | 3         |
| 04 | Mari Leinan Lund     | 2         |
| 05 | Anju Nakamura        | 1         |
| 05 | Yuna Kasai           | 1         |
| 05 | Tara Geraghty-Moats  | 1         |